# Cimera Iberoamericana

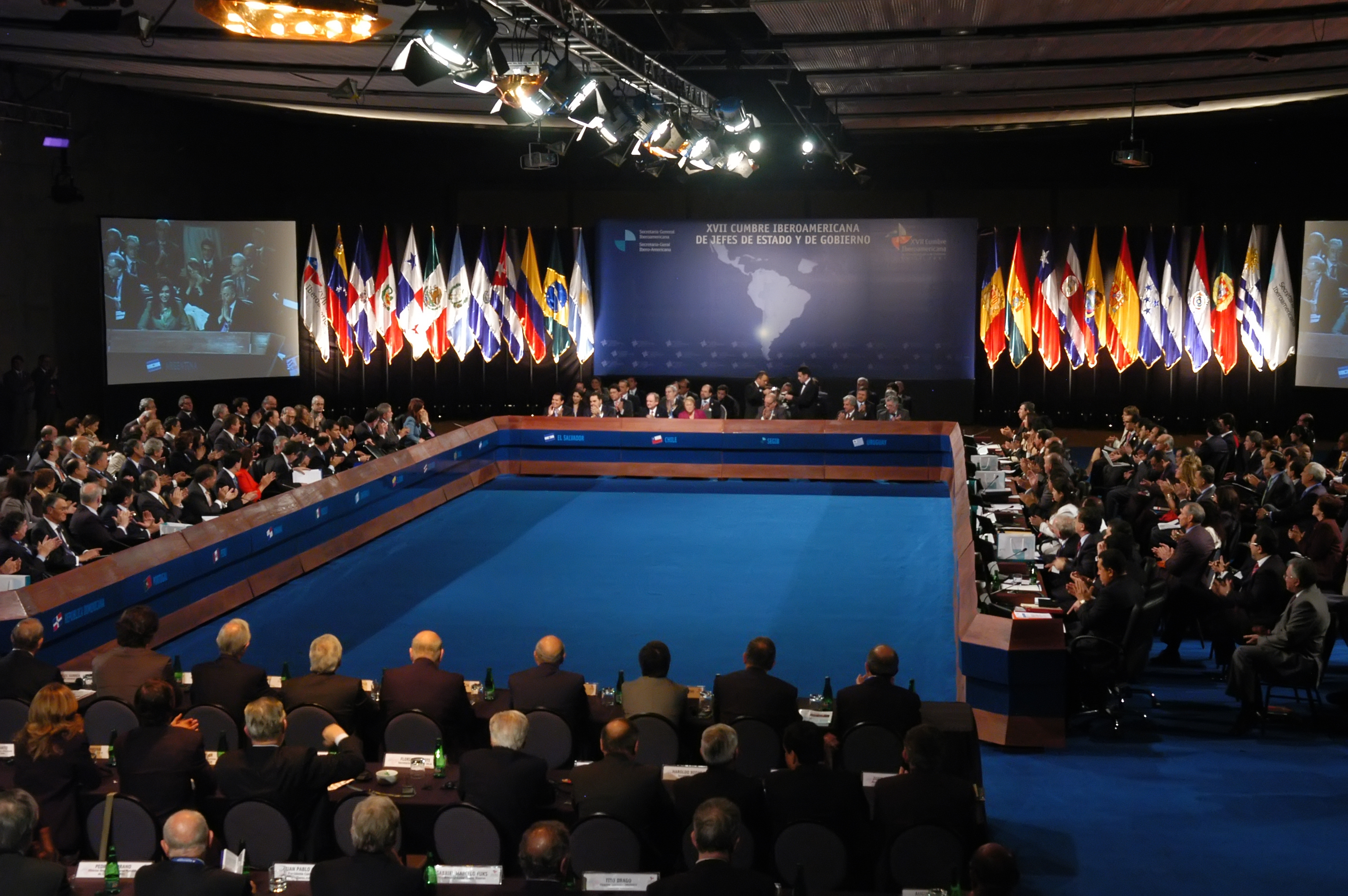
La Cimera Iberoamericana, a Santiago de Xile, al novembre del 2007

Les Cimeres Iberoamericanes de Caps d'Estat i de Govern són les reunions anuals dels Caps d'Estat i Govern de l'Argentina, Bolívia, Brasil, Colòmbia, Costa Rica, Cuba, Xile, Equador, El Salvador, Espanya, Guatemala, Hondures, Mèxic, Nicaragua, Panamà, Paraguai, Perú, Portugal, República Dominicana, Uruguai i Veneçuela iniciades en 1991. Des de 2004, també s'hi va afegir Andorra.2019
És el fòrum polític més important dels països iberoamericans. Ha ajudat a la projecció d'aquests països a nivell mundial, ha promogut diversos programes de cooperació (Programa de Beques Mutis, Televisió Educativa Iberoamericana, Cooperació Científica i Tecnològica (CYTED) i altres) i en la Cimera de Madrid (1992) es creà el Fons per al Desenvolupament dels Pobles Indígenes d'Amèrica Llatina i el Carib.
Segons els seus estatuts, els seus objectius són promoure la cooperació i el desenvolupament entre els països iberoamericans.

## Cimeres Iberoamericanes

### Temes
Excepte en les primeres Cimeres, totes han girat sobre un tema. En la III cimera s'acordà que des d'aquella cimera se centraria en un tema. En finalitzar les deliberacions es redacta una declaració, el document final, amb una declaració de principis respecte al tema tractat i al qual s'afegeix els importants acords pactats pels països durant la Cimera.
Els documents finals estan resumits en articles i es poden consultar des de la pàgina comuna de les Cimeres Iberoamericanes.
A continuació segueixen per a cada any el títol de les declaracions o, si no n'hi ha, el del llibre oficial.
- I Cimera Iberoamericana 1991
- II Cimera Iberoamericana 1992
- III Cimera Iberoamericana 1993 - Un programa per al desenvolupament, amb èmfasi en el desenvolupament social
- IV Cimera Iberoamericana 1994 - Comerç i integració com a elements del desenvolupament Iberoamericà
- V Cimera Iberoamericana 1995 - L'educació com factor essencial del desenvolupament econòmic i social
- VI Cimera Iberoamericana 1996 – Governabilitat per a una democràcia eficient i participativa
- VII Cimera Iberoamericana 1997 - Els valors ètics de la Democràcia
- VIII Cimera Iberoamericana 1998 - Els Desafiaments de la Globalització i la Integració Regional
- IX Cimera Iberoamericana 1999 - Iberoamèrica i la situació financera internacional en una economia globalitzada
- X Cimera Iberoamericana 2000 - Infància i adolescència: un nou projecte per a un nou segle
- XI Cimera Iberoamericana 2001 - Governança i desenvolupament en la societat de coneixement
- XII Cimera Iberoamericana 2002 - Iberoamèrica davant la crisi global
- XIII Cimera Iberoamericana 2003 - Inclusió social i desenvolupament. Present i futur de la Comunitat Iberoamericana
- XIV Cimera Iberoamericana 2004 - Educar per a construir el futur
- XV Cimera Iberoamericana 2005 - Iberoamèrica: el demà és avui
- XVI Cimera Iberoamericana 2006: Iberoamèrica: Migracions, un desafiament global
- XVII Cimera Iberoamericana 2007: Iberoamèrica: Desenvolupament i inclusió social

### Dates
Els Caps d'Estat i de Govern de cada país es reuneixen cada any en un lloc concertat: 
- I Guadalajara, Mèxic, 18 i 19 de juliol de 1991
- II Madrid, Espanya, 23 i 24 de juliol de 1992
- III Salvador de Badia, Brasil, 15 i 16 de juliol de 1993
- IV Cartagena de Indias, Colòmbia 14 i 15 de juny de 1994
- V San Carlos de Bariloche, Argentina, 16 i 17 d'octubre de 1995
- VI Santiago de Xile i Vinya del Mar, 13 i 14 de novembre de 1996
- VII Illa Margarita, Veneçuela, 8 i 9 de novembre de 1997
- VIII Porto, Portugal 17 i 18 d'octubre de 1998
- IX L'Havana, Cuba 15 i 16 de novembre de 1999
- X Ciutat de Panamà, Panamà, 17 i 18 de novembre del 2000
- XI Lima, Perú, 17 i 18 de novembre del 2001
- XII Bàvaro, República Dominicana, 15 i 16 novembre de 2002
- XIII Santa Cruz de la Sierra, Bolívia, 14 i 15 de novembre de 2003
- XIV San José, Costa Rica 18 i 19 de novembre del 2004
- XV Salamanca, Espanya 14 i 15 d'octubre del 2005
- XVI Montevideo, Uruguai 3 i 4 de novembre de 2006
- XVII Santiago de Xile, Xile 9 i 10 de novembre de 2007